# Alan Forney
Alan Forney   (Beaufort, 28 de juny de 1960) és un remer estatunidenc, ja retirat, que va competir durant la dècada de 1980.
El 1984 va prendre part en els Jocs Olímpics d'Estiu de Los Angeles, on guanyà la medalla de plata en la prova del quatre sense timoner del programa de rem. Formà equip amb David Clark, Jonathan Smith i Philip Stekl.
Estudià a la Universitat de Washington i la Seattle Pacific University per posteriorment treballar en camp de la banca.